# Мозоліївська волость
Мозоліївська волость — адміністративно-територіальна одиниця Кременчуцького повіту Полтавської губернії з центром у селі Мозоліївка.
Станом на 1885 рік складалася з 45 поселень, 37 сільських громад. Населення — 13263 осіб (6469 чоловічої статі та 6794 — жіночої), 1954 дворових господарств.
|                     | Площа, десятин | У тому числі орної, дес. |
| ------------------- | -------------- | ------------------------ |
| Сільських громад    | 14842          | 10715                    |
| Приватної власності | 10779          | 7127                     |
| Іншої власності     | 167            | 117                      |
| Загалом             | 25788          | 17959                    |

Основні поселення волості на 1885:
- Мозоліївка — колишнє державне та власницьке село при річці Рудь за 45 верст від повітового міста, 750 осіб, 110 дворів, православна церква, школа, постоялий будинок, лавка, 2 ярмарки на рік, 7 вітряних млинів. За 2 версти — селітряний, цегельний і винокурний заводи.
- Броварки — колишнє державне село, 2100 осіб, 291 двір, православна церква, школа, 2 постоялих будинки, 2 лавки, 20 вітряних млинів, маслобійний завод.
- Великий Узвіз (Пронозівка) — колишнє державне та власницьке село при Дніпровських плавнях, 1500 осіб, 194 двори, православна церква, постоялий будинок, лавка, 20 вітряних млинів, 3 маслобійних заводи.
- Лебехівка — колишнє державне та власницьке село при озері Стовида, 540 осіб, 94 двори, православна церква, школа, постоялий будинок, 3 вітряних млинів.
- Миколаївка — колишнє власницьке село, 535 осіб, 45 дворів, школа, лавка, вітряний млин.
- Пугачівка — колишнє державне та власницьке село при річці Сула, 535 осіб, 92 двори, 5 водяних і 3 вітряних млини, 2 маслобійних заводи.
- Чигрин Дубрівка — колишнє державне та власницьке містечко при річці Сула, 1250 осіб, 193 двори, 2 православні церкви, 3 постоялих будинки, 2 лавки, базари по неділях, 2 ярмарки на рік: 14 жовтня та 2 липня, 8 водяних і 5 вітряних млинів, маслобійний завод.
- Шушелівка — колишнє державне та власницьке село, 1700 осіб, 222 двори, православна церква, школа, 2 постоялих будинки, 2 лавки, 2 ярмарки на рік: 24 лютого та 6 серпня, 17 вітряних млинів.

Старшинами волості були:
- 1900–1904 роках Тимофій Глібович Черненко[2],[3];
- 1913–1915 роках Іван Васильович Тишко[4],[5].